# ベイシア電器
株式会社ベイシア電器（ベイシアでんき、英: Beisia Denki Co., Ltd.）は、ベイシアグループの家電量販店。

## 概要
当初は500平米程度の単独出店が多かったが、競合する大手の電器量販店（ヤマダデンキ、コジマ、ケーズデンキなど）に比べ小規模という点と共にベイシアグループのモール展開に伴い、単独店はスクラップアンドビルドを行い、現在の出店はグループ企業の別の店舗と一緒に出店する場合が多い（例：カインズ+ベイシア電器。ただし、2009年開業のカインズモール仙台港はベイシア電器では無く、デンコードー運営のケーズデンキ仙台港店（せんだいこうてん）とカインズスーパーホームセンター仙台港店（せんだいみなとてん）とのセットとなっており必ずしも系列同士で無いケースもある）。
他のベイシアグループと同様に、北関東を中心に展開しており関西にはカインズホームと同業他社であるエディオン（旧：ミドリ電化）との複合店舗がある。また、同業他社に譲渡した店舗もある（玉造店及び山梨店、現在は両店共にケーズデンキ）。
家電専門店だけでなくドコモショップ6店舗、auショップ3店舗の経営もしている。

## 沿革
- 1986年（昭和61年）9月 - いせやより分社独立。
- 1994年（平成6年） - ドコモショップ1号店開店。
- 1997年（平成9年） - 「いせやデンキ」から「プラグシティ」へ社名変更。
- 1999年（平成11年） - 物流センター稼働。
- 2005年（平成17年） - 「プラグシティ」から「ベイシア電器」へ社名変更。
- 2006年（平成18年） - ベイシアビジネスセンターを開設し、本部移転。
- 2010年（平成22年） - 前橋みなみモール店オープン（パワーモール前橋みなみ店）。
- 2013年（平成25年） - 県下最大級のドコモショップ真岡店（移転増床）オープン。
- 2015年（平成27年）
  - 最新家電お試しレンタルサイト「ベイシア電器@レンタル」オープン。
  - 家電リモコンの専門店「リモコン.com」オープン。
  - 県下最大級のドコモショップ伊勢崎店（移転増床）オープン。
- 2017年（平成29年） - ベイシア電器全店にて「家電のお試しレンタル」を開始。
- 2018年（平成30年） - ベイシア電器 栗橋店（新規）オープン。
- 2024年（令和6年) 
  - ベイシア電器 なめがわモール店（新規）オープン。
  - ベイシア電器 市原八幡店 （新規）オープン。
- 2025年（令和7年） - NTTドコモと協業し、一部店舗[1]において、共通ポイントサービス「dポイント」を導入[2]。

## 店舗
公式ウェブサイト内「店舗情報」を参照。
- 花園インター店（埼玉県深谷市）